# Ostalpin-dinarische Gesellschaft für Vegetationskunde
Die Ostalpin-dinarische Gesellschaft für Vegetationskunde ist eine wissenschaftliche Gesellschaft von Vegetationskundlern, die vor allem mit den Methoden der Pflanzensoziologie arbeiten.
Die Ursprünge der Gesellschaft liegen in den Jahren um 1960, als die Pflanzensoziologen Erwin Aichinger aus Österreich, Sandro Pignatti aus Italien und Maks Wraber aus Slowenien eine Arbeitsgemeinschaft gründeten mit dem Ziel, die grenzüberschreitende Zusammenarbeit bei der vegetationskundlichen Erforschung des ostalpin-dinarischen Raumes zu fördern.
Bei den ersten Tagungen war die Vereinigung noch eine Sektion der Internationalen Vereinigung für Vegetationskunde, formierte sich dann aber als eigenständige wissenschaftliche Gesellschaft.
Ein Schwerpunkt der Arbeit sind Tagungen, die zunächst jährlich, später alle zwei Jahre immer in einem anderen Land organisiert werden. Die erste Tagung fand 1960 in Klagenfurt statt. Bei den Tagungen soll vor allem auch der Nachwuchs unter den Pflanzensoziologen der von Braun-Blanquet begründeten mitteleuropäischen vegetationskundlichen Schule aus den Länder des ostalpin-dinarischen Raumes die Möglichkeit geboten werden, ihre Arbeiten in Vorträgen oder Postern vorzustellen und zu diskutieren. Zusätzlich werden Exkursionen veranstaltet.
Neben pflanzensoziologischen Arbeiten werden bei den Tagungen auch neue Entwicklungen wie Genetik, multivariate Methoden oder Nutzung von Fernerkundung und GIS bei der Lösung vegetationskundlicher Fragen angesprochen.
Gleichberechtigte Tagungssprachen waren von Anfang an Deutsch, Italienisch, Serbokroatisch und Slowenisch. Da vor allem ältere Vegetationskundler Deutsch als Sprache verstanden, entwickelte sich diese zur bevorzugten Verhandlungssprache. 1994 wurde beschlossen, auch Englisch als Sprache auf den Tagungen zuzulassen.
Die Gesellschaft hat ihren Sitz am Botanischen Institut der Universität Triest.

## Ehrenmitglieder
- Sandro Pignatti (Ehrenpräsident 2009)
- Josias Braun-Blanquet
- Erich Oberdorfer
- Hartmut Dierschke (2007)

## Weblink
- Offizielle Website